# Jagged Alliance: Back in Action
Jagged Alliance: Back in Action — компьютерная игра в жанре тактической стратегии из серии Jagged Alliance. Первоначально носила название Jagged Alliance 3. Релиз игры состоялся 9 февраля 2012 года.

## Геймплей

### Персонажи
Набор персонажей осуществляется через ноутбук игрока. В отличие от прошлых игр серии, контракт с наёмником заключается на всю игру. Персонажи отличаются различным набором умений, опытом и, соответственно, ценой. Ряд наёмников может быть нанят лишь при соблюдении некоторых условий, связанных с их личными предпочтениями или успешностью игрока. Так, например, наёмники польского происхождения не заключат контракт, если в команде игрока уже присутствуют русские, а ветераны, вроде Ивана Долвича, не будут работать с незнакомым командиром, который ещё не проявил себя в деле.
Каждый из наёмников имеет набор из пяти характеристик (сила, ловкость, выносливость, интеллект и восприятие) и пяти навыков (медицина, взрывчатка, ремонт, меткость и маскировка). Каждый из них имеет значение в промежутке от 0 до 100. Уничтожая противников и успешно выполняя задания, наёмник получает опыт. После получения определённого количества опыта наёмник повышает свой уровень и получает 6 очков, которые он может потратить на улучшение своих характеристик или навыков. Ряд снаряжения требует от наёмника минимального уровня навыка по обращению с ним. Также каждый из наёмников имеет от 2 до 3 перков, отражающих особенности его личности. Одни перки улучшают обращение с тем или иным оружием, другие — влияют на поведение персонажа в той или иной ситуации.

### Глобальная карта
Как и в прошлых играх серии, все передвижения подразделений наёмников игрока и отрядов противника отображаются на глобальной карте. В режиме глобальной карты можно осуществлять передвижение отрядов наёмников, переформировывать подразделения, а также управлять ополчением в подконтрольных игроку локациях. Также в режиме глобальной карты доступны функции найма новых солдат через бюро A.I.M. и заказа оружия и снаряжения через онлайн-магазин Бобби Рэя.
Изначально большая часть локаций скрыта и находится под контролем войск противника, которые необходимо уничтожить. Штурм начинается сразу после соприкосновения отряда игрока с локацией, контролируемой противником. После захвата локации противник может предпринять попытку её отбить, выслав штурмовую группу. В случае встречи отряда игрока с подобной группой вне локации начинается встречный бой. Контроль за локациями обеспечивает устойчивый доход, который зависит от типа локации и лояльности к игроку местного населения. Также некоторые локации дают игроку дополнительные бонусы.

### Тактические бои
По сравнению с оригинальной Jagged Alliance 2 тактические сражения в Back in Action претерпели кардинальные изменения. Пошаговый режим оригинальной игры был заменён режимом «Plan-and-go» с функцией «умной паузы», то есть бой происходит в режиме реального времени, но при происшествии особого события (начало боя, обнаружение противника, ранение персонажа или NPC, гибель персонажа) игра автоматически встаёт в режим тактической паузы, позволяя игроку скорректировать действия своих бойцов с учётом изменения обстановки. Также режим тактической паузы может быть включён самим игроком в любой момент времени. При этом необходимо учитывать, что на выполнение любого действия персонажу требуется некоторое время. Ускорить или замедлить это можно с помощью повышения характеристик, перков или снаряжения.
Каждый боец обладает определённым количеством очков здоровья и выносливости. Если очки здоровья уменьшатся до нуля, персонаж впадает в коматозное состояние, из которого его можно вытащить, лишь оказав немедленную медицинскую помощь. В случае если помощь не успеет, наёмник умирает. При успешной помощи наёмник может вернуться в бой, но из-за ранения снижаются его мобильность и максимальный запас здоровья. Выносливость отвечает за способность наёмника передвигаться. Также важным фактором является моральное состояние бойцов: высокая мораль позволяет наёмникам успешно проходить проверки способностей, низкая — приводит к ошибкам и провалу. Мораль зависит от особенностей личности наёмника и успешности боевых действий.
Одной из основ геймплея также является «туман войны», то есть персонажи игрока и NPC могут атаковать только те цели, которые видят. Каждый персонаж имеет определённое поле зрения, которое определяется рельефом местности, растительностью и прочими препятствиями, а также наличием соответствующего камуфляжа, прибора ночного видения и собственным показателем восприятия персонажа. При передвижении персонажи игрока, противника или NPC могут издавать шум, который также служит ориентиром.
Ещё одним отличием от оригинальной игры стало отсутствие разрушаемого окружения. Игрок может пробивать стены или заграждения только в особых, «ослабленных» местах, отмеченных знаком взрывчатки. Для разрушения подобных мест необходима взрывчатка.

## Сюжет
Игра представляет собой ремейк Jagged Alliance 2. Игроку предстоит отправиться в латиноамериканскую страну Арулько, чтобы вернуть власть законному президенту страны Энрико Чивалдори, который был свергнут собственной женой, Дейдраной, установившей в стране тоталитарный режим. Основной силой игрока станут разнообразные наёмники, представляемые бюро A.I.M. (Association of International Mercenaries). Также в свой отряд возможно завербовать некоторых жителей Арулько. В игре задействованы практически все наёмники из оригинальной игры, в том числе такие известные персонажи серии, как бывший майор Советской Армии Иван Долвич, медик-нудист Синтия «Лиса» Газмен, рейнджер-снайпер Тень и другие.
В отличие от оригинала, в ремейке доступен только «реалистичный» сценарий. Научно-фантастический режим с «рептионами» отсутствует.

## История создания
В марте 2010 года все права (кроме social network rights) были проданы правообладателем Strategy First немецкой компании bitComposer Games. Разработка игры от F3 Games и «Акеллы», до того считавшихся подрядчиком по разработке и эксклюзивным издателем русской версии Jagged Alliance 3, прекращена. По сообщению официального сайта, Акеллой подписан договор с bitComposer Games об издании на территории России Jagged Alliance: Back in Action.

## Дополнения

### DLC
При предзаказе через Steam игрок получал 4 дополнительных набора экипировки: Urban Specialist Kit, Night Specialist Kit, Desert Specialist Kit, Jungle Specialist Kit, каждый из которых включал в себя комплект камуфляжа для соответствующей среды и автоматическую винтовку FN SCAR или CAR-15, раскрашенную в те же цвета.
Первым официальным DLC стало Shades of Red, вышедшее 18 мая 2012 года. Второе DLC, Point Blank, вышло 14 июня 2012.

### Jagged Alliance: Crossfire
Полноценное дополнение к игре — Jagged Alliance: Crossfire — было анонсировано 13 июня 2012 года. Релиз дополнения в Steam состоялся 24 августа 2012 года, а на физических носителях — 25 сентября 2012.
События дополнения развиваются в соседней с Арулько стране, Кхаанпа (Khaanpa), попавшей под власть тоталитарной религиозной секты. ООН отказывается вводить контингент миротворцев, поэтому один из местных старейшин нанимает игрока для восстановления законного правительства. В данном дополнении стали доступны новые наёмники из числа бывших сотрудников бюро M.E.R.C, а также новое оружие и амуниция. Большая часть игры происходит в гористой местности, что также накладывает определённую специфику на геймплей.

## Отзывы
| Сводный рейтинг       | Сводный рейтинг |
| Агрегатор             | Оценка          |
| --------------------- | --------------- |
| GameRankings          | 60,29 %         |
| Metacritic            | 62/100          |
| Иноязычные издания    |                 |
| Издание               | Оценка          |
| Eurogamer             | 6,0/10          |
| Русскоязычные издания |                 |
| Издание               | Оценка          |
| Absolute Games        | 60/100          |
| PlayGround.ru         | 8,0/10          |
| «Игромания»           | 6,5/10          |